# Mycetoporus nigricollis
Mycetoporus nigricollis är en skalbaggsart som beskrevs av Stephens 1835. Mycetoporus nigricollis ingår i släktet Mycetoporus, och familjen kortvingar. Arten är reproducerande i Sverige.